# Cristal Atlético Clube
El Cristal Atlético Clube es un club de fútbol brasileño de la ciudad de Macapá, Amapá. Fue fundado el 15 de noviembre de 1969 y actualmente juega en el Campeonato Amapaense, primera división del estado de Amapá.

## Historia
Ganaron la segunda división del Campeonato Amapaense en 1988 y en 2005 y el Campeonato Amapaense en 2008 ganándole la final al São José.